# Табора Юнайтед
Футбольний клуб «Табора Юнайтед» (англ. Tabora United Football Club) — танзанійський футбольний клуб клуб з міста Табора. Клуб грає в Прем'єр-лізі Танзанії, найвищому футбольному дивізіоні країни. Клуб грає домашні матчі на стадіоні імені Алі Гассана Мвіньї.

## Історія
Клуб, заснований у 2014 році, був відомий під скроченою назвою «Кітаюссе» (Kitayosce, англ. Kilimanjaro Talented Youth Sports Centre). Початково клуб грав у третьому дивізіоні Танзанії, а з сезону 2020—2021 років грав у другому дивізіоні країни. У сезоні 2022—2023 років клуб посів друге місце у другому дивізіоні Танзанії. З сезону 2023—2024 років клуб змінив назву на «Табора Юнайтед», та грає в найвищому танзанійському дивізіоні, Прем'єр-лізі Танзанії. У першому сезоні в найвищій лізі країни клуб посів 14-те місце.